# Mezquita Uwais al-Qarni
La Mezquita Uwais al-Qarni (Árabe: مسجد أويس القرني) fue una Mezquita Chiita en Al Raqa, Siria, hasta que esta fue destruida por el Estado Islámico el 31 de mayo del 2014.

## Historia

### Dedicación
Esta contenía las cenizas de Ammar ibn Yasir y Uwais Qarni, quien murió en la Batalla de Siffin en 657, que tuvo lugar a unos 40 al este de Al Raqa. Era adyacente a Bab al-Bagdad, otro hito importante en la ciudad.

### Construcción
Las tumbas originales se encontraron en el antiguo cementerio a las afueras de la ciudad. En 1988, el presidente Sirio Hafez al Assad y el Líder Supremo de la población chiita de Irán, Ruhollah_Jomeini, inició un proyecto para realizar una mezquita alrededor de las tumbas. El trabajo fue completado en 2003 y obtuvo una placa conmemorativa del presidente Bashar al Assad y del presidente Iraní Mohammad Khatami al completar el proyecto.

### Destrucción
En junio del 2013, rebeldes del grupo sunita al-Muntasereen Billah estuvieron viviendo en la mezquita. El 26 de marzo del 2014, la mezquita fue volada por dos grandes explosiones del Estado Islámico porque era una estructura chiita.